# Ilha de Madre de Deus
A Ilha Madre de Deus é uma ilha do município de Madre de Deus, na Baía, no Brasil. Situa-se a 63 quilômetros da capital do estado, Salvador. Divide-se nos bairros do Centro, Suape, Cação, Marezinha, Mirim, Alto do Paraíso, Apicum, Nova Madre de Deus e Quitéria.
É um local muito procurado para banho de mar devido às suas águas límpidas, transparentes e calmas, podendo desfrutar de uma bela vista de Salvador e da Baía de Todos os Santos. Encontra-se ligada ao continente por uma ponte.

## História
Antes da colonização feita pelos jesuítas portugueses, esta ilha era chamada pelos ameríndios da região de Cururupebas, termo tupi que significa "sapo achatado", através da junção dos termos kururu ("sapo") e peb ("achatado"). Em 1584, foi arrendada a lavradores, o que favoreceu o seu desenvolvimento, recebendo o nome de Ilha de Madre de Deus do Boqueirão, dado pelos jesuítas.